# Roberto Martínez
Roberto Martínez (Balaguer, 1973. július 13. –) spanyol labdarúgó, edző.

## Pályafutása

### Játékosként
1993-94-ig a Real Zaragoza labdarúgója volt, 1 meccsen lépett pályára. 1 szezont töltött a Balaguer csapatánál, itt sohasem lépett pályára tétmeccsen. Innen igazolt legnagyobb sikerei helyszínére, Wigan városába, a Wigan Athletic csapatához. 187 meccsen 17 gólt lőtt. Ezután játszott a skót Motherwellben, a Walsallban, a walesi Swanseaben és a Chester Cityben. 2007-ben visszavonult.

### Edzőként
Menedzselte korábbi csapatát, a Swansea City AFC-t. 2009-ben átvette az akkor már első osztályú Wigan Athletic csapatát, 3-szor sikeresen benntartotta a kiesőjelölt csapatot, 2013-ban azonban egy Manchester City ellen bravúrosan megnyert FA kupa döntő után búcsúztak az első osztálytól. 2013 nyarától 2016 májusáig Martinez az Everton vezetőedzője. 2016 augusztus 3-án kinevezték a Belga válogatott élére.

## Edzői statisztikája
2022. december 1-én lett frissítve.
| Csapat         | Edzőség kezdete    | Edzőség vége      | Eredményességi mutató | Eredményességi mutató | Eredményességi mutató | Eredményességi mutató | Eredményességi mutató | Forrás |
| Csapat         | Edzőség kezdete    | Edzőség vége      | M                     | GY                    | D                     | V                     | Győz %                | Forrás |
| -------------- | ------------------ | ----------------- | --------------------- | --------------------- | --------------------- | --------------------- | --------------------- | ------ |
| Swansea City   | 2007. február 24.  | 2009. június 15.  | 126                   | 63                    | 37                    | 26                    | 50                    |        |
| Wigan Athletic | 2009. június 15.   | 2013. június 5.   | 175                   | 51                    | 47                    | 77                    | 29.14                 |        |
| Everton        | 2013. június 5.    | 2016. május 12.   | 143                   | 61                    | 39                    | 43                    | 42.66                 |        |
| Belgium        | 2016. augusztus 3. | 2022. december 1. | 80                    | 56                    | 13                    | 11                    | 70                    | [ 3 ]  |
| Összesen       | Összesen           | Összesen          | 523                   | 231                   | 136                   | 156                   | 44.17                 | —      |